# Riera de Gaià
La riera de Gaià es un arroyo de régimen torrencial del Vallés Occidental que nace en la vertiente sur de la sierra del Obac, en el término municipal de Tarrasa. Atraviesa el término municipal de Viladecavalls, al este de la población, donde se une a la riera de San Jaime formando la del Morral del Molí, tributaria del río Llobregat por la izquierda, ya en la comarca del Bajo Llobregat.
El elemento natural más característico de la riera de Gaià son los Caus del Guitard (“Madrigueras del Guitard” en español), una surgencia o fuente de grandes proporciones que mana solamente en contadas ocasiones, cuando las precipitaciones superan los 200 litros por m². Se trata de un entorno frecuentado principalmente por los ciudadanos de Tarrasa, particularmente cuando se difunde la noticia de que los Caus manan, todo un espectáculo de la naturaleza.
Aguas abajo de los Caus del Guitard se encontraba el pantano de la Xoriguera, construido en 1898 por la Mina de Aguas de Tarrasa para el suministro de la ciudad. La pared de la presa fue destruida por una tromba de agua el 24 de febrero de 1944.